# Mediodactylus sagittifer
Mediodactylus sagittifer là một loài thằn lằn trong họ Gekkonidae. Loài này được Nikolsky mô tả khoa học đầu tiên năm 1900.